# Partido Trabalhista Brasileiro
De Partido Trabalhista Brasileiro, afgekort PTB (Nederlands: Braziliaanse Arbeiderspartij) is een politieke partij in Brazilië opgericht in 1981 door Ivete Vargas, nicht van President Getúlio Vargas. De partij legt een claim op de nalatenschap van de historische PTB (1945-1965), alleen veel historici verwerpen dit omdat de vroegere versie van de PTB een centrumlinkse partij was met een brede aanhang uit de arbeidersklasse.

## Verkiezingsresultaten

### Parlementsverkiezingen
| Kamer                                                               | Kamer     | Kamer      | Kamer      | Kamer  | Kamer  | Senaat    | Senaat     | Senaat     | Senaat  | Senaat   | Senaat |
| Jaar                                                                | Stemmen   | Stemmen    | Stemmen    | Zetels | Zetels | Stemmen   | Stemmen    | Stemmen    | Zetels  | Zetels   | Zetels |
| Jaar                                                                | Aantal    | Percentage | Percentage | Aantal | +/-    | Aantal    | Percentage | Percentage | Gekozen | +/-      | Totaal |
| Jaar                                                                | Aantal    | %          | +/-        | Aantal | +/-    | Aantal    | %          | +/-        | Gekozen | +/-      | Totaal |
| ------------------------------------------------------------------- | --------- | ---------- | ---------- | ------ | ------ | --------- | ---------- | ---------- | ------- | -------- | ------ |
| 2006                                                                | 4.397.743 | 4,70       | –          | 22     | –      | 2.676.469 | 3,20       | –          | 3       | –        | 4      |
| 2010                                                                | 4.038.239 | 4,20       | 0,50       | 21     | -1     | 7.999.589 | 4,70       | 1,50       | 1       | Gestegen | 6      |
| 2014                                                                | 3.914.193 | 4,00       | -0,20      | 25     | 4      | 2.803.999 | 3,10       | -1,60      | 2       | Stabiel  | 6      |
| 2018                                                                | 2.022.719 | 2,10       | -1,90      | 10     | -15    | 1.899.838 | 1,10       | -2,00      | 2       | Gedaald  | 3      |
| 2022                                                                | 1.422.652 | 1,30       | -0,80      | 1      | -9     | 2.046.003 | 2,05       | 0,95       | 0       | Gedaald  | 0      |
| Bron: Wikipedia - Braziliaanse parlementsverkiezingen 2006 t/m 2022 |           |            |            |        |        |           |            |            |         |          |        |

### Statenverkiezingen
Er werden geen PTB-kandidaten gekozen voor het gouverneurschap tijdens de Statenverkiezingen van 2022.

### Gemeentelijke verkiezingen
Bij de gemeentelijke verkiezingen van 2020 werden 212 burgemeesters en 2474 gemeenteleden gekozen voor de PTB.

## Bekend lid
- Fernando Collor, huidig PTB-senator voor Alagoas en voormalig-president van Brazilië.[8]